# Gumsill
Gumsill (Alosa pseudoharengus) är en fiskart som först beskrevs av Wilson, 1811.  Gumsill ingår i släktet Alosa och familjen sillfiskar. Inga underarter finns listade i Catalogue of Life.